# برج سیلور
برج سیلور یک آسمان‌خراش واقع در ایالت نیویورک، ایالات متحده آمریکا می‌باشد. تعداد طبقاتش ۵۷ است.